# Dermateopsis
Dermateopsis — рід грибів родини Dermateaceae. Назва вперше опублікована 1932 року.

## Класифікація
До роду Dermateopsis відносять 2 види:
- Dermateopsis ionomidotica
- Dermateopsis tabacina